# Tatsuno, Hyōgo

Tatsuno (たつの市 Tatsuno-shi?) este un municipiu din Japonia, prefectura Hyōgo.